# Kirchenbezirk Hessen-Nord
| Selbständige Evangelisch-Lutherische Kirche Kirchenbezirk Hessen-Nord | Selbständige Evangelisch-Lutherische Kirche Kirchenbezirk Hessen-Nord |
| --------------------------------------------------------------------- | --------------------------------------------------------------------- |
|                                                                       |                                                                       |
| Basisdaten                                                            |                                                                       |
| Leitender Geistlicher:                                                | Superintendent Jörg Ackermann                                         |
| Kirche:                                                               | Selbständige Evangelisch-Lutherische Kirche                           |
| Kirchenregion:                                                        | Süd                                                                   |
| Gemeinden:                                                            | 24 in 11 Pfarrbezirken                                                |
| Anschrift:                                                            | Tränkelücke 6 34212 Melsungen                                         |
| Internetauftritt:                                                     | Superintendentur                                                      |

Der Kirchenbezirk Hessen-Nord ist ein Kirchenbezirk der Selbständigen Evangelisch-Lutherischen Kirche (SELK) und eine Körperschaft des öffentlichen Rechts. Aufgrund ihrer Entstehungsgeschichte ist für diesen heutigen Kirchenteil auch die Bezeichnung Althessische Kirche geläufig.

## Struktur
Dem Kirchenbezirk steht als leitender Geistlicher ein Superintendent vor, der mit dem Kirchenbezirksbeirat die Leitung innehat. Weitere Organe sind die Kirchenbezirkssynode, die jährlich tagt. Synodale stellt eine Kirchengemeinde, je nach Größe, mit jeweils einem oder mehr Laienvertreter(n) und dem Gemeindepfarrer. Neben der Synode ist der Bezirkspfarrkonvent, dem alle Pfarrer im aktiven Dienst mit Sitz und Stimme angehören, Organ des Kirchenbezirks. Dieser Kirchenbezirk gehört zur Kirchenregion Süd der SELK.

## Lutherische Kirchengemeinden
- Pfarrbezirk Balhorn/Altenstädt
- Pfarrbezirk Berge/Unshausen
- Pfarrbezirk Dreihausen/Roßberg/Heskem
- Pfarrbezirk Höchst/Usenborn
- Pfarrbezirk Homberg (Efze) – Schlierbach – Melsungen
- Pfarrbezirk Kassel mit dem Predigtort Baunatal-Großenritte
- Pfarrbezirk Korbach/Sachsenberg
- Pfarrbezirk Marburg/Treisbach/Warzenbach
- Pfarrbezirk Sand/Bergheim

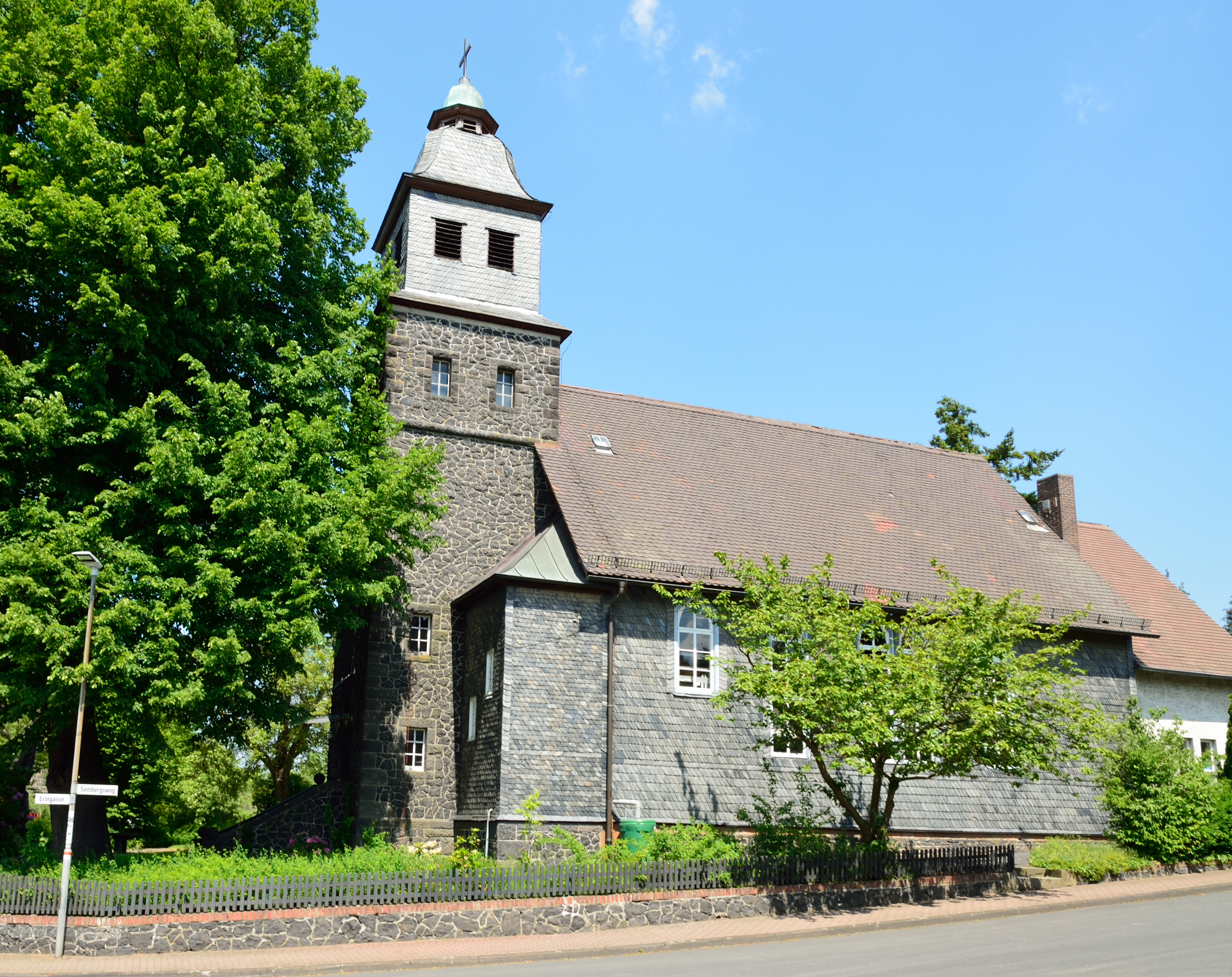
Pfarrbezirk Widdershausen/Obersuhl  - Lutherische Kirche, Erbsdorfergrund-Dreihausen
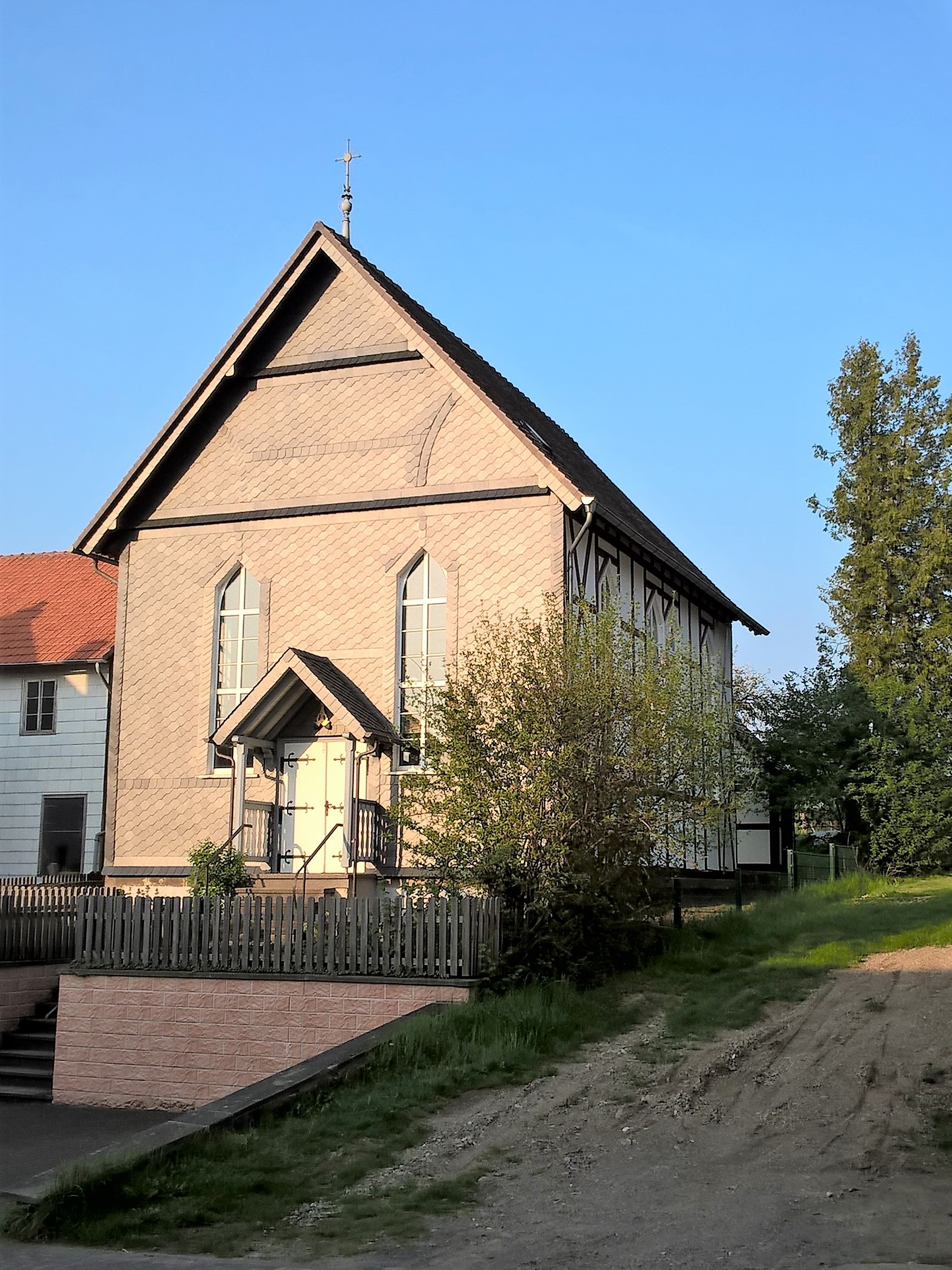
Lutherische Kirche, Heskem
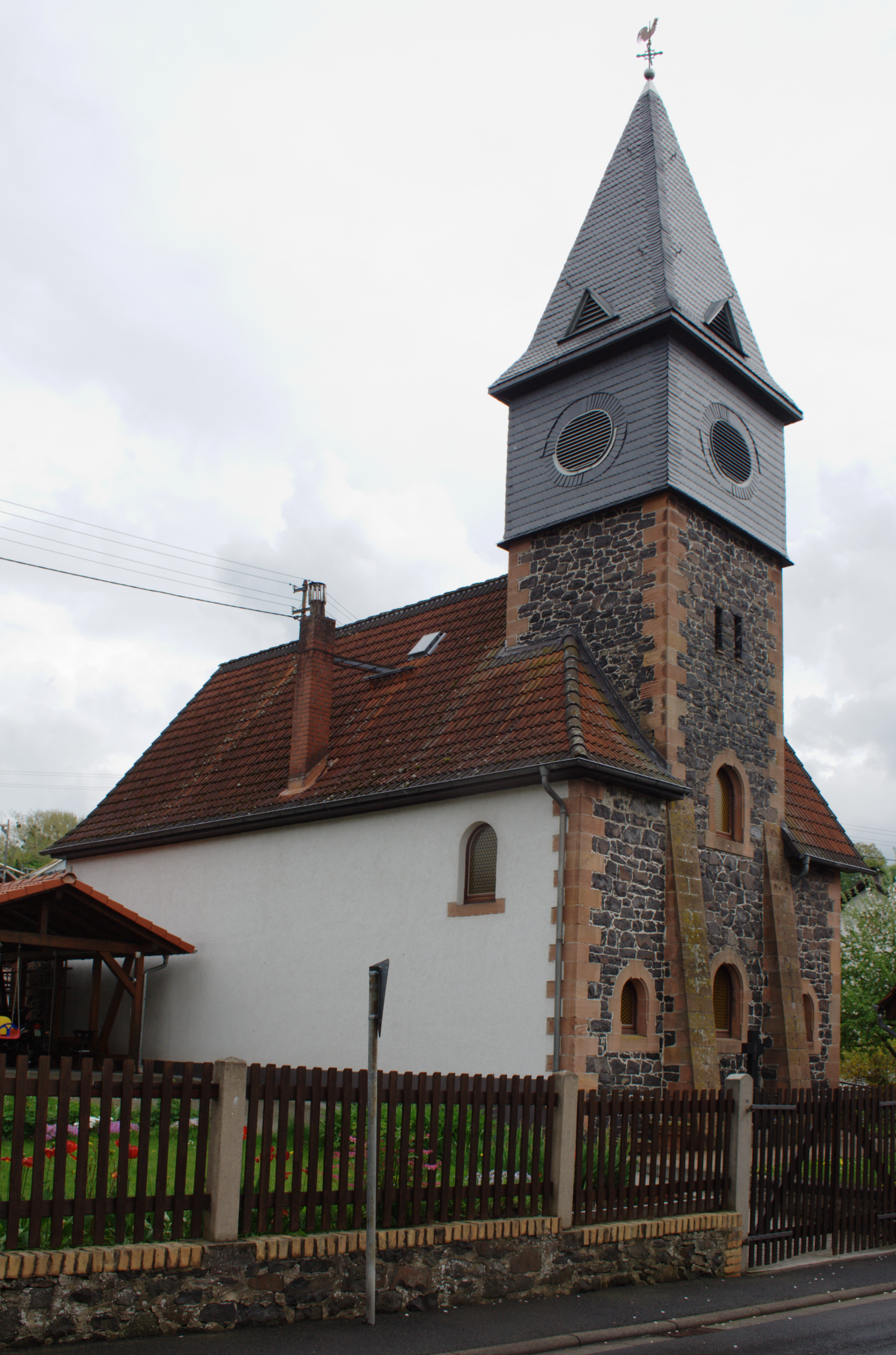
St.-Simon-Judae-Kirche, Usenborn
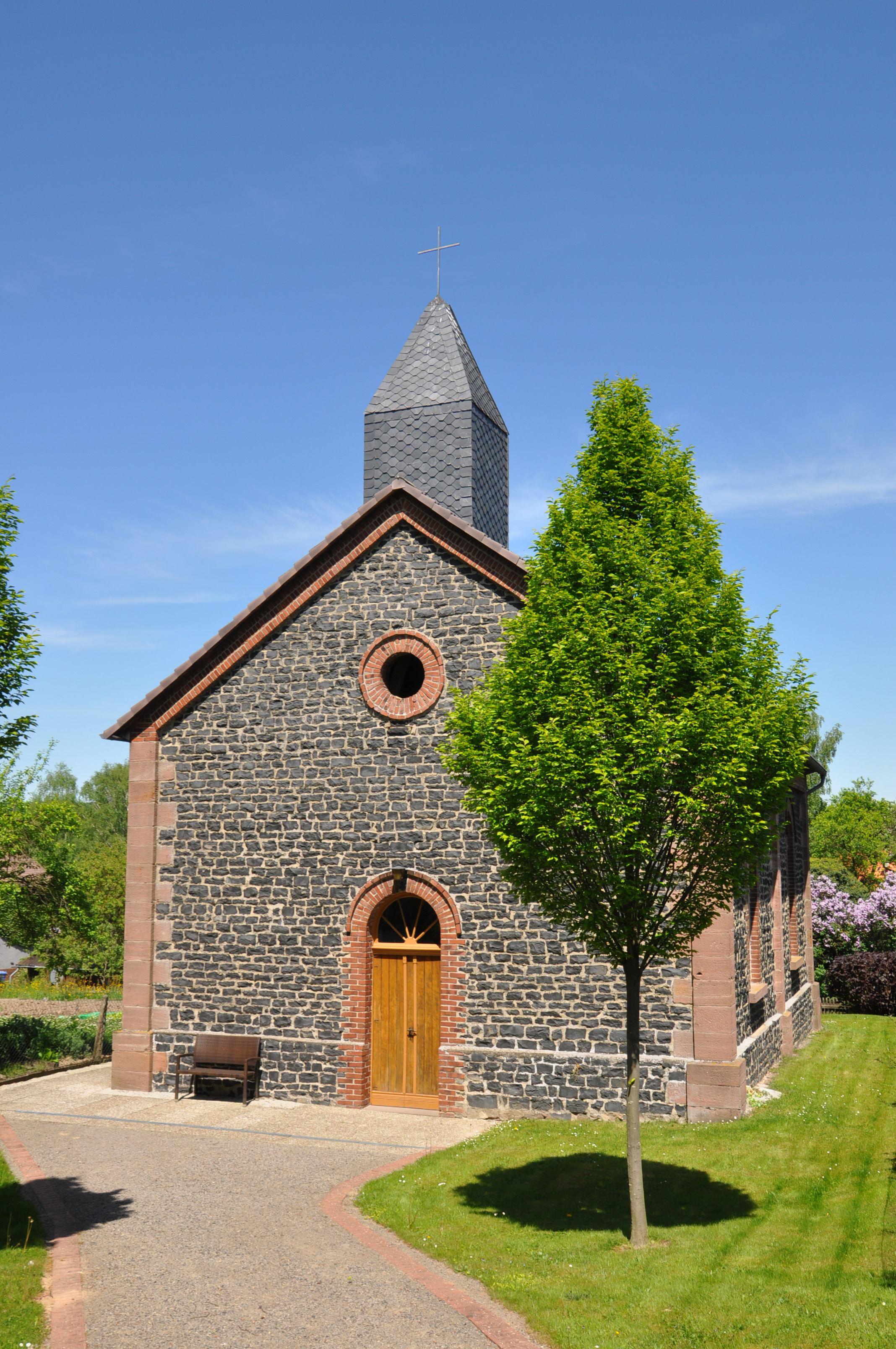
Lutherische Kirche, Schlierbach
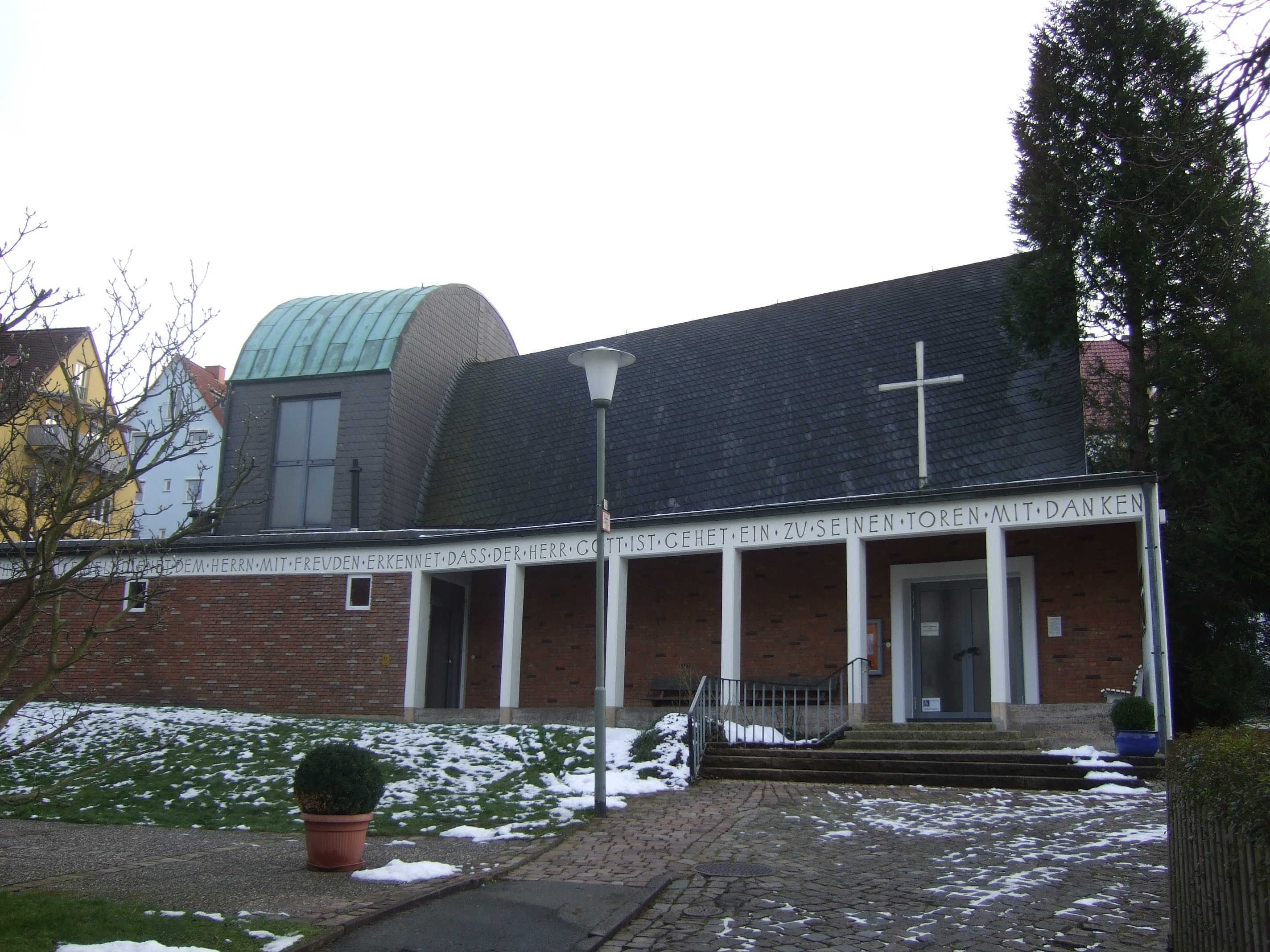
St.-Michaelis-Kirche, Kassel
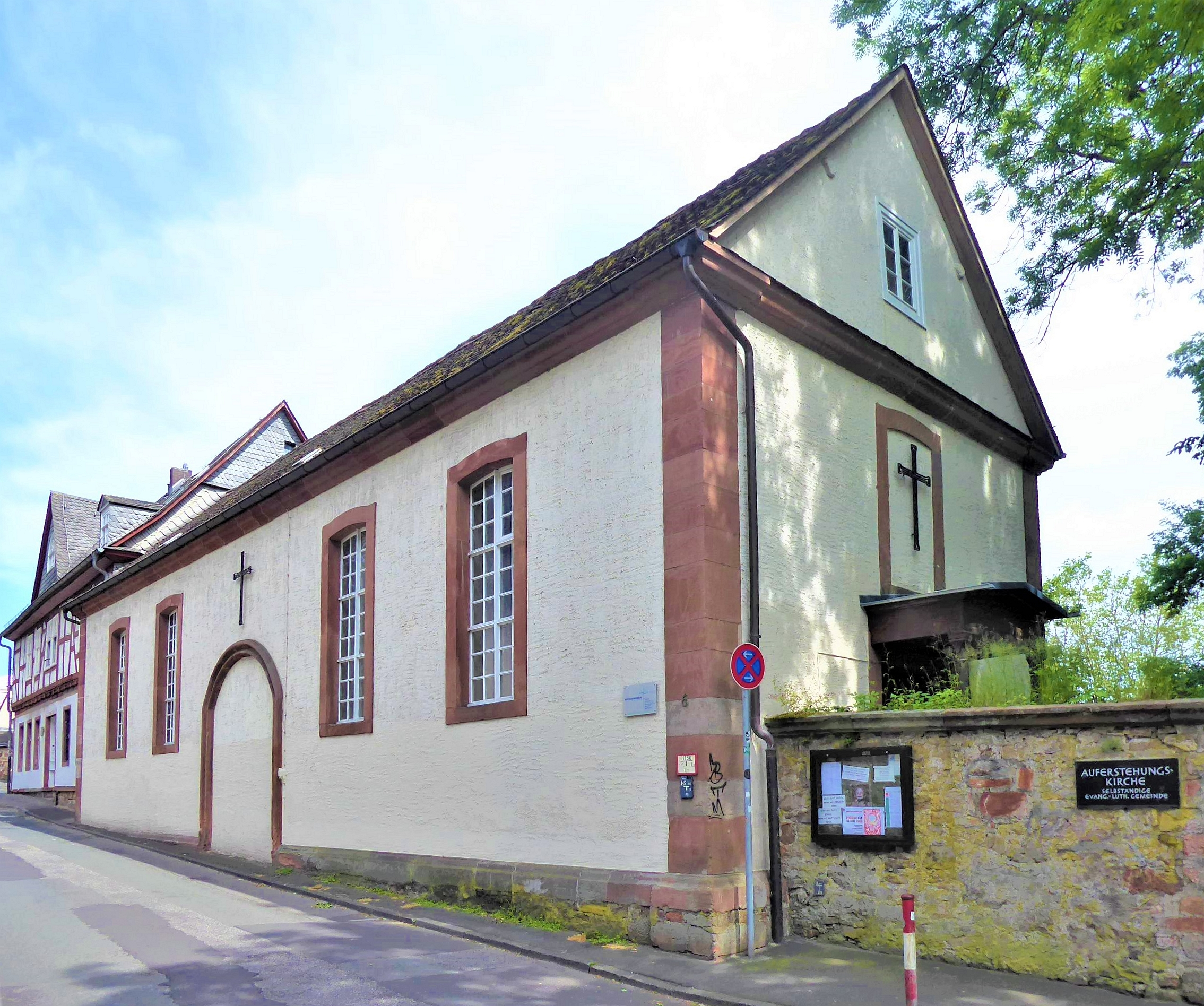
Auferstehungskirche, Marburg
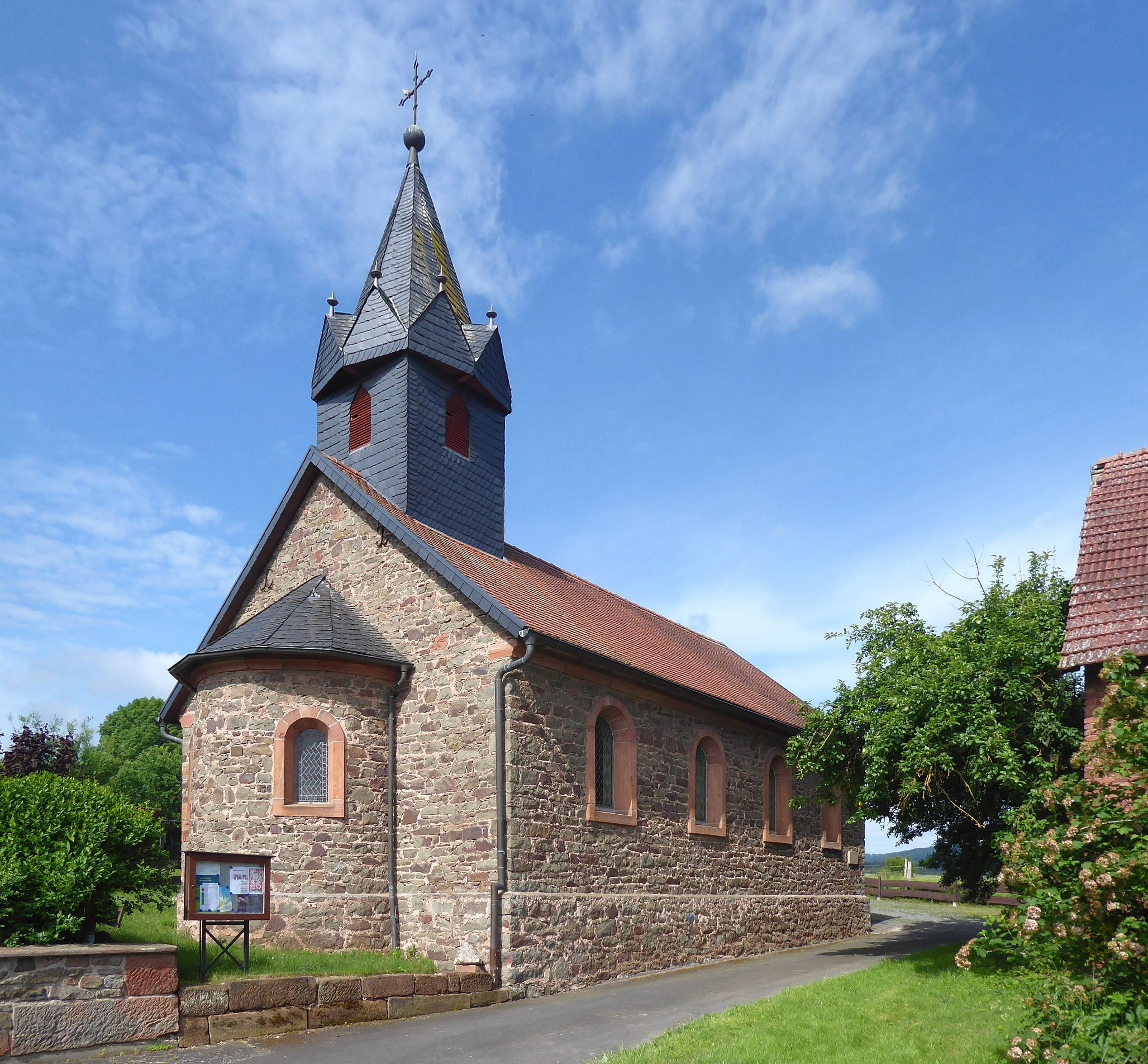
Lutherische Kirche, Treisbach
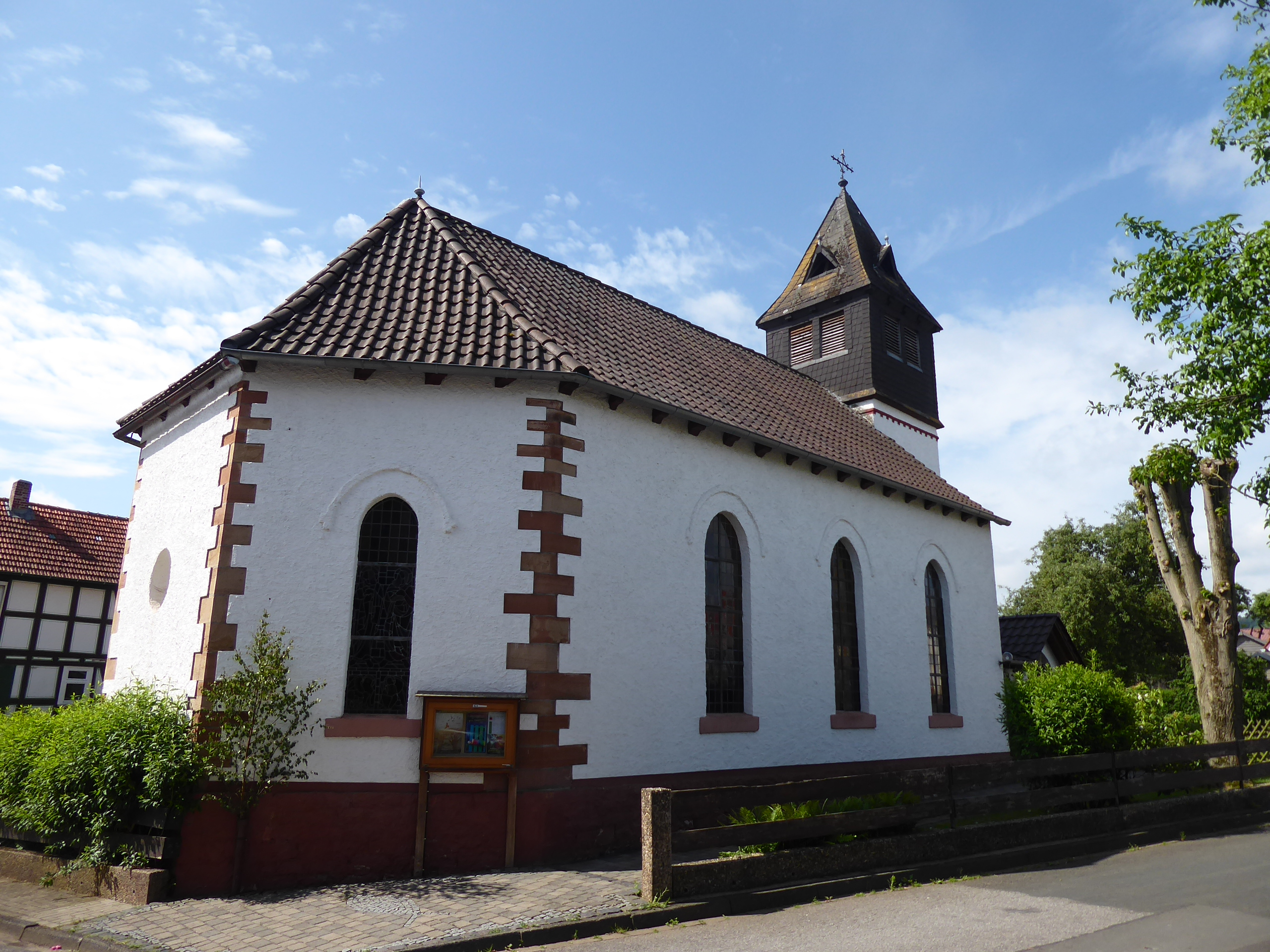
Lutherische Kirche, Warzenbach
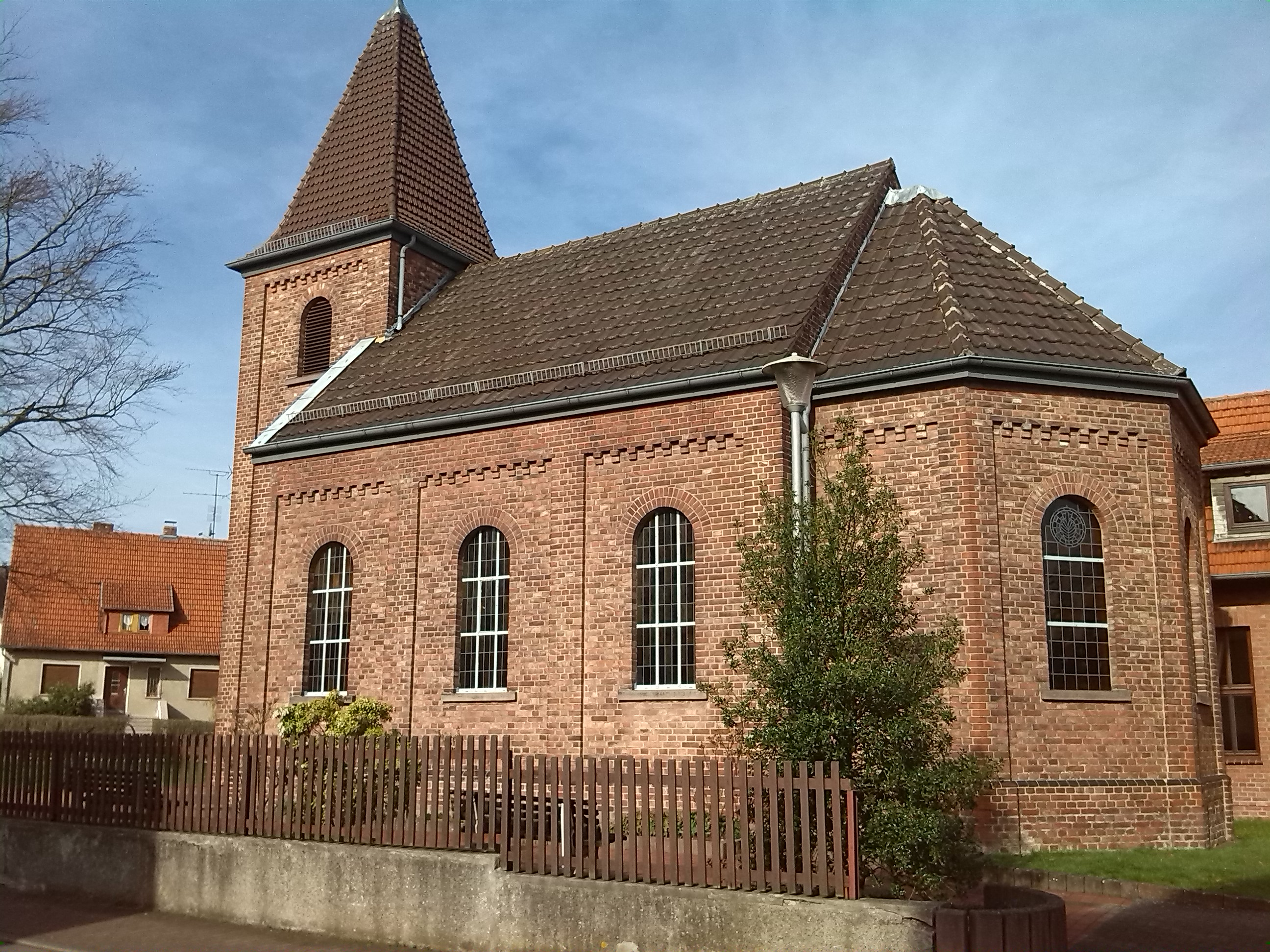
Lutherische Kirche, Obersuhl
  - Lutherische Kirche, Heskem
  - St.-Simon-Judae-Kirche, Usenborn
  - Lutherische Kirche, Schlierbach
  - St.-Michaelis-Kirche, Kassel
  - Auferstehungskirche, Marburg
  - Lutherische Kirche, Treisbach
  - Lutherische Kirche, Warzenbach
  - Lutherische Kirche, Obersuhl

## Superintendentur
Der derzeitige Superintendent des Kirchenbezirks Hessen-Nord ist Jörg Ackermann. Die Superintendentur befindet sich in Melsungen.

## Kirchenbezirksbeirat
Der Kirchenbezirksbeirat besteht aus dem Superintendenten, einem Pfarrer und zwei Laien.